# Dál nAraidi
Dál nAraidi (a volte latinizzata in Dalaradia, da non confondere con Dál Riata, latinizzata in Dalriada) fu un regno del popolo dei Cruithne, nel nord-est dell'Irlanda del I millennio. Le terre dei Dál nAraidi sembrano corrispondere alle Robogdii menzionate da Tolomeo nella sua Geografia, una regione condivisa con la Dál Riata. Era incentrato sulle coste settentrionali di Lough Neagh, nell'Antrim. 
Dál nAraidi fu il secondo regno dell'Ulster, i cui sovrani contesero per alcuni secoli ai Dál Fiatach il titolo di sovrani supremi. È possibile che il regno di Dál nAraidi sia invece stata una libera confederazione di piccoli reami, durata fino all'VIII secolo. Da questo momento in poi, i re dei Cruithne non ebbero più alcun controllo sulla monarchia suprema dell'Ulster. 
Tra i più importanti sovrani di Dál nAraidi ci furono:
- Áed Dub mac Suibni (morto  c. 588)
- Fiachnae mac Báetáin (morto c. 626)
- Congal Cáech (morì nella battaglia di Mag Rath c. 637)